# Caduta di Fetonte (Albani)

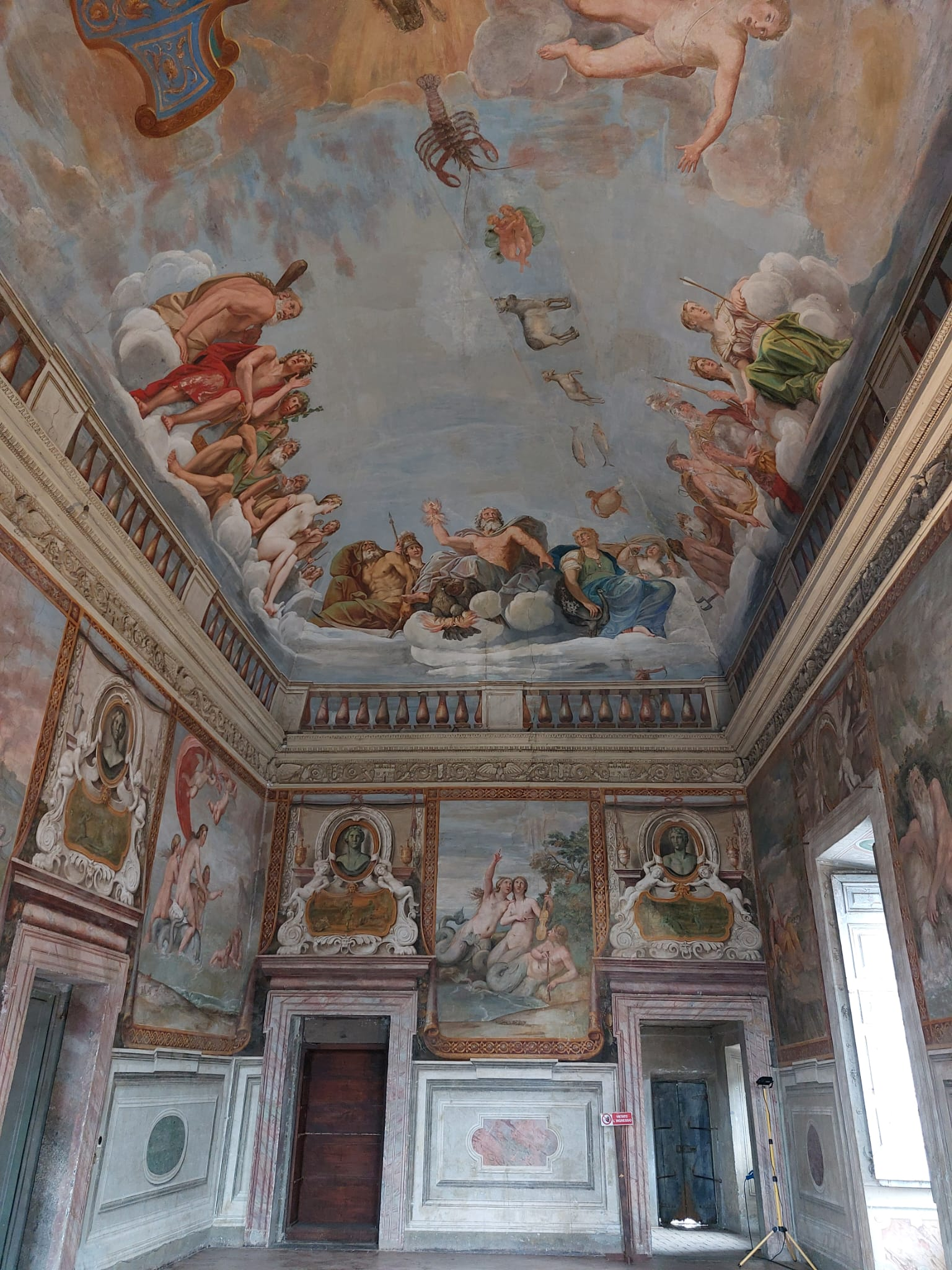
La Galleria di villa Giustiniani (Bassano Romano)

La Caduta di Fetonte è un ciclo di affreschi datato 1609 di Francesco Albani, compiuto nella volta e nelle pareti della sala della Galleria di villa Giustiniani a Bassano Romano.

## Storia e descrizione
Il marchese Vincenzo Giustiniani, che assieme al fratello, il cardinale Benedetto, trovò a Roma le sue fortune economiche, acquistò nel 1595 il palazzo di Bassano Romano come residenza estiva. Tra il 1607 e il 1609 per volere del marchese stesso furono avviati importanti lavori di ampliamento dell'edificio sull'ala est, dove saranno commissionati due dei cicli di affreschi più importanti dell'edificio in due sale attigue tra loro, quella di Diana e la cosiddetta Galleria, affidate rispettivamente al Domenichino e a Francesco Albani.
Il tema raffigurato dall'Albani fu quello della Caduta di Fetonte, tratto da Le Metamorfosi di Ovidio. Inesperto e avventato, il dio chiese al padre di poter guidare il carro del Sole, di cui tuttavia non riuscì a tenere le redini dei cavalli divini e quindi, avvicinatosi troppo alla Terra, con la caduta del Sole dal carro inizia a bruciarsi il pianeta, asciugandone i fiumi, surriscaldandone le acque e incendiandone il suolo.
Nella volta della sala è raffigurato l'episodio finale, dove il dio è colpito a morte dal fulmine che Giove, circondato da tutte le divinità dell'Olimpo, gli scaglia contro per farlo cadere dal carro. I due personaggi sono collegati da una fascia zodiacale che taglia tutto il ciclo della volta.
Nelle pareti della sala, invece, sono raffigurate in finti arazzi affrescati otto scene che dialogano con quanto succede nella volta, intervallate tra loro con finti busti e finte incisioni a bassorilievo raffiguranti personaggi e storie della cultura classica. Le scene raffigurate dall'Albani in questo caso sono: Nettuno che emerge dalle acque troppo calde, Galatea che cerca riparo con le sue ninfe, il Fiume Po con le Eliadi piangenti per la sorte del fratello che attendono la caduta di Fetonte, Pan che si va a dissetare per la gran sete che il calore del Sole provoca, Mostri marini che escono dalle acque per l'eccessivo caldo, le Sirene che smettono di suonare, Venere allo specchio con alcune delle Grazie che si spaventano per quanto sta succedendo e la Madre Terra in lamentazione.

## Scene
| N. | Immagine | Titolo                                                               | Collocazione                                     |
| -- | -------- | -------------------------------------------------------------------- | ------------------------------------------------ |
| 1  |          | Caduta di Fetonte                                                    | volta                                            |
| 2  |          | Mostri marini escono fuori dall'acqua per il caldo                   | angolo sinistro parete lato lungo meridionale    |
| 3  |          | Nettuno sulla conchiglia                                             | centro parete lato lungo meridionale             |
| 4  |          | Galatea e le ninfe                                                   | angolo destro parete lato lungo meridionale      |
| 5  |          | Sirene che smettono di suonare e guardano la caduta di Fetonte       | centro parete lato corto occidentale             |
| 6  |          | Madre Terra in lamento                                               | angolo sinistro parete lato lungo settentrionale |
| 7  |          | Il fiume Po con le Eliadi e Cicno che attendono la caduta di Fetonte | centro parete lato lungo settentrionale          |
| 8  |          | Pan si disseta per il caldo                                          | angolo destro parete lato lungo settentrionale   |
| 9  |          | Venere allo specchio                                                 | centro parete lato corto orientale               |